# أحمد بن مصطفى المكتبي
أحمد بن مصطفى بن عبد الوهاب المكتبي الحلبي (يونيو 1847 - 17 سبتمبر 1923) (رجب 1263 - 6 صفر 1342) عالم مسلم وفقيه شافعي ولغوي عربي  سوري عثماني  عاش أكثر عمره في النصف الثاني من  القرن التاسع عشر الميلادي/ الثالث عشر الهجري. ولد في حلب ونشأ بها ودرس مقدماته فيها. ثم التحق بالأزهر في القاهرة وتتلمذ على علماء عصره. اشتغل بالتدريس والتأليف في مسقط رأسه وكان مدرّسًا بارزًا وفقيهًا إمامًا. له شروح وحواش كثيرة ورسالات عديدة في موضوعات شتى. توفي مريضًا عن 76 عامًا. 

## سيرته
هو أحمد بن مصطفى بن عبد الوهاب بن أحمد بن محمد المكتبي الحلبي الشافعي. ولد في رجب سنة 1263 هـ/ 1846 في حلب عاصمة إيالة حلب العثمانية ونشأ بها. تلقى علومه على أحمد الترمانيني، وإسماعيل اللبابيدي، وعبد القادر الحبال. وفي سنة 1280 هـ/ 1863 م سافر إلى مصر والتحق بالأزهر فأخذ عن شمس الدين الأنبابي، ومحمد الخضري بك، وأحمد الرفاعي، وأحمد الجيزاوي، وأحمد الأجهوري، وإبراهيم السقا. وأجازه الخضري وعبد الللطيف الخليلي. 

عاد إلى حلب سنة 1290 هـ/ 1873 م ودخل المدرسة العثمانية ثم سافر إلى الشام ودخل المدرسة المُرادية. وفي سنة 1299 هـ/ 1882 م سافر إلى مصر مرة ثانية، وكان يقرأ دروسًا في الجامع الأزهر. اشتغل بتحصيح كتب كثيرة في مطبعة الشيخ أحمد البابي المشهور. رجع إلى حلب سنة 1305 هـ/ 1887 م، واشتغل بالتدريس في الحجازية التي في الجامع الكبير، ثم في المدرسة الصاحبية، وكان يحضر دروسه المئات من طلبعة العلم والعوام. 

وصف بأنه كان «ذا همة عالية‌ في التدريس، مواظبًا على ذلك حق المواظبة، لا يعرف الكلل ولا الملل، لا يقطع درسه إلا لمرض يعتريه. وكان في علم الحديث بارعًا، إليه المنتهى، وأما الفقه الشافعي فقد تفرد في الشهباء به، وصار إليه المرجع وأما النحو فقد كان فيه ‌إمامًا.»

مرض أيامًا نحو أسبوع حتى توفي ليلة السبت 6 صفر 1342/ 17 سبتمبر 1923 ودفن في الغد في تربة السفيري، وكانت جنازته مشهودة حضرها آلاف. وكتب على ضريحه من نظم كامل الغزي هذه الأبيات:

## آثاره
من مؤلفاته:
- حاشية على شرح الخضري على شرح ابن عقيل
- حاشية على السخاوية في الحساب
- رسالة في الحيض على مذهب أبي حنيفة
- رسالة الحيض على مذهب الشافعي
- رسالة في فضل عاشوراء
- رسالة في ذوي الأرحام
- رسالة في علم الخط
- رسالة في الإخلاص
- رسالة في الرؤيا
- رسالة في علم التجويد
- رسالة في الأزبار
- رسالة في السلوك في الطريق